# Camilo Gomez
Camilo Gomez (Vico Equense, 5 settembre 1991) è un giocatore di biliardo italiano.
Figlio d'arte, suo padre Nestor è stato più volte campione mondiale e vincitore di numerosi tornei nazionali in Argentina e successivamente in Italia; Il primo titolo di prestigio vinto da Camilo è stato il campionato italiano a coppie insieme con il padre Nestor.
Tra i successi di maggior prestigio c'è il Gran Premio di Saint Vincent 2024.

## Palmarès
I principali risultati
- 2015 Campione italiano a Coppie  (Saint Vincent)
- 2016 Campione italiano a Coppie  (Saint Vincent)
- 2018 Campionato italiano categoria Nazionali (Saint-Vincent)
- 2022 Campionato italiano categoria Nazionali (Saint-Vincent)
- 2023 Campione italiano a Coppie Miste (Saint Vincent)
- 2024 Campione Europeo a Squadre Nazionali 5 birilli (Calangianus)
- 2024 Gran premio di goriziana (Saint-Vincent)